# Вајлд Пич Вилиџ (Тексас)
Вајлд Пич Вилиџ (енгл. Wild Peach Village) насељено је место без административног статуса у америчкој савезној држави Тексас.

## Демографија
По попису из 2010. године број становника је 2.452, што је 46 (-1,8%) становника мање него 2000. године.
| Група             | 2000.         | 2010.         |
| Белци             | 1.931 (77,3%) | 1.829 (74,6%) |
| Афроамериканци    | 242 (9,7%)    | 214 (8,7%)    |
| Азијати           | 6 (0,2%)      | 11 (0,4%)     |
| Хиспаноамериканци | 264 (10,6%)   | 356 (14,5%)   |
| Укупно            | 2.498         | 2.452         |